# Mystic Mind 〜揺れる想い〜
『Mystic Mind 〜揺れる想い〜』（ミスティック マインド ゆれるおもい）は、1998年9月3日に毎日コミュニケーションズ（後のマイナビ、ゲーム事業はマイナビ出版に分社）から発売されたプレイステーション用恋愛シミュレーションゲーム。開発はファミリーソフト。

## ゲーム内容
プレイヤーは男性主人公・葛城圭か女性主人公・河合めぐみのどちらかを選び、高校3年生の1年間を通して恋人を作る事を目的とする。同級生キャラの場合は在学中に告白して付き合う事や、別れたりすることも可能。いわゆる男女兼用恋愛ゲームである。

## 登場キャラクター

### 女性キャラ
河合 めぐみ（かわい めぐみ）　(CV：桑島法子)
元気で裏表のない女の子で、男女問わず慕われている。10年前に飼うことになった犬の「KEI」をかわいがっている。
弓道部に所属しており、めぐみでプレイした場合だけ「部活」のコマンドが使用可能。圭に比べると初期能力では「腕力」が低く「容姿」が高めに設定されている。6月12日生まれのB型(これは攻略対象時の物であり、主人公の時には変更可能)。
姫宮 夏生（ひめみや なつき）　(CV：皆口裕子)
成績優秀スポーツ万能で、物腰穏やかな美少女。
おとなしそうな外見に似合わずプールなどのデートでは白ビキニを着用したりと大胆な一面も。7月2日生まれのA型。
高崎 瑠梨（たかさき るり）　(CV：氷上恭子)
圭やめぐみとは同級生だが子供っぽい性格と外見のためか年下に見える女の子。
最初から圭に好意を抱いているという設定上、参照パラメータを上げるとよく告白しに来る。3月1日生まれのO型。
結城 舞（ゆうき まい）　(CV：冬馬由美)
強気な態度と自分の事を「オレ」と呼ぶような性格のためか不良のように見える少女。根は真面目で純粋。
レーサーになる夢を抱いており、それを知らないと告白もできないしされない。8月10日生まれのO型。
上条 司（かみじょう つかさ）　(CV：八木田真樹)
陸上部に所属する活発な女の子。得意種目は走り高跳び。
海の近くで育ったためか泳ぐのも得意で、水着関係の一枚絵は全員中最多。1月22日生まれのA型。
麻生 雫（あそう しずく）　(CV：富沢美智恵)
学力が高いが人付き合いが苦手で素っ気ない眼鏡っ子。そのためか食堂などでもほとんど遭遇しない。
全員中一番の巨乳を誇っており、水着の一枚絵でそれが判明する。12月23日生まれのA型。
真咲 悠（まさき ゆう）　(CV：野上ゆかな)
圭たちの後輩にあたり、有料でキャラクターの個人情報を教えてくれる後輩(ただし自分の個人情報だけは教えない)。
普通にデートをして仲良くなれるが、卒業式の日にしか告白できない。9月29日生まれのB型。
山木 真弥（やまき まや）　(CV：鉄炮塚葉子)
圭たちの後輩にあたり、彼女一人だけ寮には住んでいない。自分の事を「ボク」と呼ぶ。
有料でキャラクターとの相性や、気に入るパラメータやデートスポットについての占いをしてくれる。
普通にデートをして仲良くなれるが、卒業式の日にしか告白できない。11月30日生まれのAB型。
篠原 綾子（しのはら あやこ）　(CV：小山茉美)
めぐみ・圭たちの担任にあたり、寮の管理人も務める。さっぱりした性格のため生徒の受けは良い。
あるイベントが起きればデートをすることができ仲良くなる事も出来るが、卒業式の日にしか告白できない。8月27日生まれのB型。

### 男性キャラ
葛城 圭（かつらぎ けい）　(CV：遠近孝一(幼少期のCVは矢島晶子))
高校3年生になる直前の春休みに転校してきた少年。不器用で鈍感な所もあるが努力家。
ある事情のためか動物が苦手。めぐみに比べると初期能力では「腕力」が高く「容姿」が低めに設定されている。2月16日生まれのA型(これは攻略対象時の物であり、主人公の時には変更可能)。
御影 北斗（みかげ ほくと）　(CV：緑川光)
生徒会役員で寮長を務める。見た目は冷たく見えるが人当たりは良い。
めぐみの幼なじみであり、圭が主人公でめぐみを攻略しなかった場合は確実に恋人になっている。4月16日生まれのAB型。
木場 龍司（きば りゅうじ）　(CV：関智一)
口が悪く、ぶっきらぼうな態度で不良のように思えるが、好きになった人には優しい面も見せる。
工事現場で結構頻繁にバイトしている。5月16日生まれのO型。
三輪 祐一（みわ ゆういち）　(CV：堀川亮)
明るく人は良いがスケベで女好き。関西弁でしゃべる。また、有料でキャラクターの個人情報も教えてくれる。
圭が主人公の時には悪友のポジションともなる。10月28日生まれのB型。